# 주치향

주치 향의 위치

주치향(한국어: 죽기향, 중국어: 竹崎鄉, 병음: Zhúqí Xiāng)은 중화민국 자이 현의 향이다. 넓이는 162.2256km2이고, 인구는 2015년 8월 기준으로 36,667명이다.

## 지리
죽주가 있는 비탈이라는 뜻으로 죽두기(竹頭崎)로 불리고 있었지만 1920년의 지방제 개정 때 頭자를 빼 다케자키(竹崎)로 불리게 되었다.

## 교통
- 아리산 삼림철로
- 국도 3호선